# نارنگی (فیلم)
«نارنگی» (انگلیسی: Tangerine) یک فیلم به کارگردانی شان اس. بیکر است که در سال ۲۰۱۵ منتشر شد. این فیلم به وسیله ۳ دستگاه تلفن هوشمند آیفون ۵اس فیلمبرداری شده‌است.